# Ernst Heissenberger

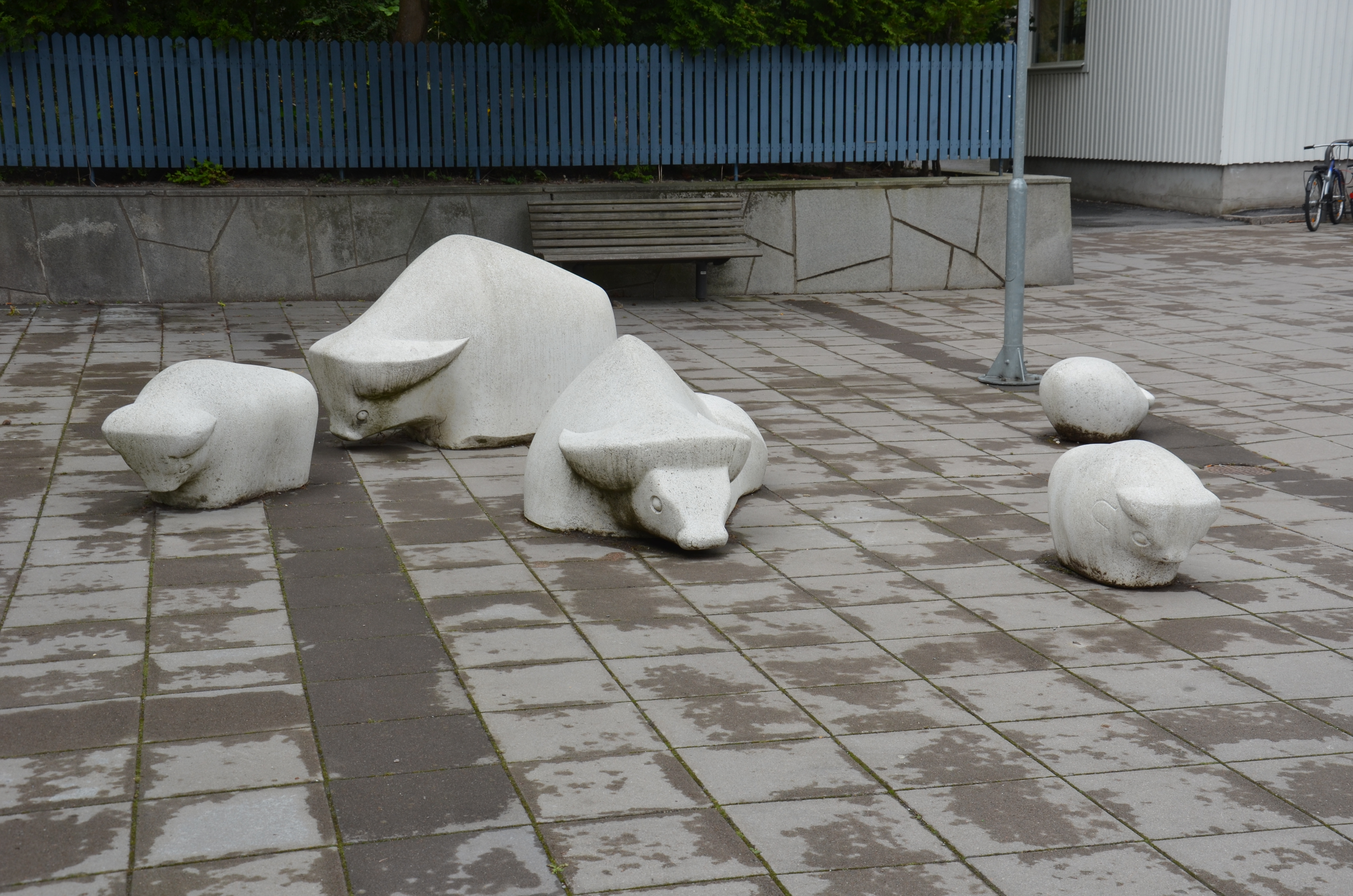
Familjen i Näsbypark

Ernst Heissenberger, född 1944, är en österrikisk keramiker och skulptör, verksam i Furusund. 
Ernst Heissenberger utbildade sig vid Keramiska fackskolan och Konstakademien i Wien samt på skulpturlinjen på Konstfack i Stockholm. Han tilldelades Norrtälje kommuns kulturpris 1995 och har två gånger belönats med utmärkelsen "Utmärkt skärgårdsslöjd". Offentliga arbeten finns i Fackskolans aula (Wien), Näsbypark centrum (Täby) och Kvarteret Skogvaktaren i Rimbo.